# ワンプッシュオープンボタン
ワンプッシュオープンボタンは、ヒンジ部に設置されたボタンを押すだけでスムーズに折り畳み液晶ディスプレイを開くことができる、パナソニック モバイルコミュニケーションズ製携帯電話端末の機能、およびそのボタン。
他社の携帯電話にも搭載されている本機能は、他社では様々な名称がつけられている（後述）が、本項では全てパナソニックの名称である「ワンプッシュオープンボタン」として扱う。また、三菱電機のスライド型端末における、サイドのボタンを押してスライド機構をばね仕掛けで動作させる同名の仕組みについても扱う。

## 概要
現在は特殊な構造（スライド式、回転2軸式）の端末やスマートフォンを除いてほとんどのパナソニック製端末に搭載されている、名実共にパナソニック製の携帯電話を代表する機能である。
旧九州松下電器（現・パナソニック システムネットワークス）のPHS端末KX-HV200で初採用された。KX-HV200・NTTドコモのP504iでは、現在のように「ボタンを押すと完全オープン」ではなく、90度の位置でいったん止まる機構であった。
なお、「ワンプッシュオープン」は親会社のパナソニックが2006年11月2日付で商標登録出願中だったが、それに先立つ2004年12月27日付で、別分野ではあるがユニ・チャームが商標登録済みであった（第4892388号。同社では現在「シルコットウェットティッシュ」に使用）ためか、登録を拒否された模様。2009年5月27日付で改めて出願し、2009年6月5日付で登録された（第5236655号）。なお、「らくらくワンプッシュオープン」はパナソニックが商標登録している（第5193018号）。
この機構の採用は長らくパナソニックだけであったが、後に他社からもこの機構を採用した端末が発売されるようになり、日本電気（NEC）ではワンタッチオープンとして、富士通ではオープンアシストとして、富士通東芝モバイルコミュニケーションズ（東芝ブランド、現：富士通モバイルコミュニケーションズ）ではワンアクション・オープンとして、シャープはクイックオープンとして、それぞれN706ie、らくらくホンV（F884iES）とT005、SH-06Gで初めて搭載された。さらに、富士通はF-02Dにて、パナソニックは搭載していなかった2軸ヒンジ機種でもワンプッシュオープンボタンを搭載した。
なお、三菱電機（2008年春に携帯電話分野から撤退）のスライド型端末においては、サイドのボタンを押してスライド機構をばね仕掛けで動作させる仕組みが同名で搭載されていた（2005年から2007年まで）。

## 採用機種

### パナソニック モバイルコミュニケーションズ
機能名は「ワンプッシュオープン」。同社の代表機能だけに最も採用機種が多い。
NTTドコモ
- docomo PRIME series
  - P-04B
  - P-01B
  - P-07A
  - P-01A
- docomo STYLE series・ドコモ ケータイ
  - P-01J
  - P-01H
  - P-01G
  - P-01F
  - P-01E
  - P-06C
  - P-02C
  - P-07B
  - P-05B
  - P-10A
  - P-06A
  - P-03A
- docomo SMART series
  - P-01C
  - P-03B
  - P-09A
  - P-05A
  - P-04A
- FOMA 90xi
  - P906i
  - P905i
  - P904i
  - P903iX HIGH-SPEED
  - P903i
  - P902iS
  - P902i
  - P901iS
  - P901i
  - P900i
- FOMA 70xi
  - P706iμ
  - P706ie
  - PROSOLID μ（P705iCL）
  - P705iμ
  - P705i
  - P703i
  - P702iD
  - P702i
  - P701iD
  - P700i
- mova 50xi
  - P505i
  - P504iS
  - P504i
- mova 25xi
  - P253i
  - P252iS
  - P252i
- prosolid
  - prosolid II（P851i）
  - prosolid（P213i）

ソフトバンクモバイル
- SoftBank 941P
- SoftBank 931P
- SoftBank 930P
- SoftBank 921P
- SoftBank 920P
- SoftBank 842P
- SoftBank 841P
- SoftBank 832P
- SoftBank 831P
- SoftBank 830P
- SoftBank 824P
- SoftBank 823P
- SoftBank 821P
- SoftBank 820P
- SoftBank 706P
- SoftBank 705Px
- SoftBank 705P

KDDI／沖縄セルラー電話（各auブランド）
- P001（CDMA MA001）
- W62P（CDMA W62P・島耕作ケータイを含む）
- W61P（CDMA W61P）
- W52P（CDMA W52P）
- W51P（CDMA W51P）

### パナソニック システムネットワークス
機能名は「ワンタッチオープン」。
ウィルコム（旧DDIポケット）
- KX-HV200 - 初めてワンプッシュオープンボタンが搭載された機種。

### 日本電気
機能名は「ワンタッチオープン」。
NTTドコモ
- docomo STYLE series
  - N-05A
- FOMA 70xi
  - N706ie

ソフトバンクモバイル
- SoftBank 831N

### 富士通
機能名は「オープンアシスト」。
NTTドコモ
- らくらくホン
  - らくらくホン7（F-09B）
  - らくらくホン6（F-10A）
  - らくらくホンV（F884iES）
- docomo STYLE series・ドコモ ケータイ
  - ARROWSケータイ F-05G
  - F-01E
  - F-06D
  - F-04D
  - F-02D - ワンプッシュオープンボタン搭載機種で唯一の2軸ヒンジモデル。
  - F-10C
  - F-02C
  - F-07B
  - F-02B
- docomo SMART series
  - F-11C
  - F-03C
  - F-03B

### 富士通モバイルコミュニケーションズ・東芝ブランド
機能名は「ワンアクション・オープン」。
KDDI／沖縄セルラー電話（各auブランド）
- T005（CDMA TS005）

### シャープ
機能名は「クイックオープン」。
NTTドコモ
- ドコモ ケータイ
  - AQUOSケータイ SH-06G

### 三菱電機
機能名は「ワンプッシュオープン」。正確には前述の通り、スライド機構をばね仕掛けで動作させる仕組みのボタンであるが、便宜上それらも含める。
NTTドコモ
- D901iS
- D902i
- D902iS
- D903i
- D903iTV
- MUSIC PORTER X（D851iWM）